# Aethiopopactes marmoratus
Aethiopopactes marmoratus är en kräftdjursart som beskrevs av Karl Wilhelm Verhoeff 1942. Aethiopopactes marmoratus ingår i släktet Aethiopopactes och familjen Eubelidae. Inga underarter finns listade i Catalogue of Life.